# 納爾辛哈布爾縣
納爾辛哈布爾縣是印度的一個縣，位於該國中部，由中央邦負責管轄，面積5,126平方公里，識字率為76.79%，2011年人口1,092,141，人口密度每平方公里213人。

## 外部連結
- （页面存档备份，存于） List of places in Narsinghpur

22°55′N 79°10′E / 22.917°N 79.167°E